# John Taylor (längdåkare)
John Pringle Taylor, född 12 januari 1908 i Toronto, död 4 november 1989, var en kanadensisk vinteridrottare. Han deltog i olympiska spelen 1932 i Lake Placid och kom på 39:e plats på 18 kilometer.